# Прапор Виблів
Прапор Ви́блів — офіційний символ села Виблі Чернігівського району Чернігівської області. Прапор затверджено 15 червня 2001 року рішенням XVI сесії сільської ради XXIII скликання. 
Автори: А. Гречило та І. Ситий.

## Опис
Квадратне полотнище, яке складається з двох рівновеликих горизонтальних смуг — зеленої й жовтої, у центрі — подвійна біло-синя лілія, над нею у верхніх кутах — по жовтому лапчастому хресту.

## Зміст
Подвійна лілія (шляхетський герб Гоздава) уживалася на печатках Вибельської сотні у XVIII ст. Хрести, шабля та стріла підкреслюють давні козацькі традиції сотенного містечка. Зелений колір означає багатство місцевої природи, а золото — хліборобство та добробут.